# Africophilus basilewskyi
Africophilus basilewskyi är en skalbaggsart som beskrevs av Bilardo 1976. Africophilus basilewskyi ingår i släktet Africophilus och familjen dykare. Inga underarter finns listade i Catalogue of Life.